# Bauxite (Arkansas)
 (mai 2021).
 (mai 2021).
Bauxite est une localité située dans l'Arkansas aux États-Unis. Située dans le centre de l'Arkansas, dans le comté de Saline, la ville doit son nom à la bauxite qui a été trouvée en quantité abondante dans la région.

## Histoire
Le minerai a été découvert dans la région au début des années 1890 et exploité par la General Bauxite Company jusqu'en 1905, lorsque la Pittsburgh Reduction Company a racheté cette société ainsi que des vastes étendues de terrain dans le comté de Saline. La société prend par la suite le nom de Aluminium Company of America, ou ALCOA.
La production du minerai a augmenté rapidement, notamment pendant la Première Guerre mondiale puis les niveaux de production de l'Arkansas ont fluctué avec la demande.
La Première Guerre mondiale, avec sa la demande en aluminium, a agi sur la croissance de la ville et la société ALCOA a fourni à ses employés un niveau de vie généralement inégalé pendant cette période de turbulences économiques.
Lorsque la Seconde Guerre mondiale a éclaté, la production a augmenté rapidement avec le besoin d'aluminium pour la production aéronautique. La guerre terminée, la production a commencé à ralentir mais la population et les infrastructures de la ville s'étaient gonflées pour inclure plusieurs nouvelles communautés et un plus grand district scolaire. ALCOA et Reynolds Metal Company ont continué à exploiter la bauxite dans la région, Reynolds ayant finalement cessé ses activités en 1981.
Bauxite a été incorporée en tant que ville en 1973.

## Géographie
La localité de Bauxite est située dans le  comté de Saline dans le centre-sud de l'Arkansas. Situé le long de lArkansas Highway 183  qui traverse également  Benton et  Bryant, la localité est bordée sur ce chemin par Benton à l'ouest et Bryant au nord et se trouve à 14 miles au sud-ouest de Little Rock. Selon le United States Census Bureau, la ville a une superficie totale de 2,5 milles carrés (6,474970275 km2), dont 2,4 milles carrés (6,215971464 km2) de terres.

## Démographie
La population de la ville a explosé lors de l'expansion de la production d'aluminium pendant la Seconde Guerre mondiale puis a diminué sensiblement avec la diminution de la production du minerai.
| 1980 | 1990 | 2000 | 2010 | - | - |
| ---- | ---- | ---- | ---- | - | - |
| 433  | 412  | 432  | 487  | - | - |

Au recensement de 2000, il y avait 432 personnes, 161 ménages et 127 familles résidant dans la ville. La densité de population était de 180,6 habitants par mile carré (69,8 / km2). Il y avait 171 unités de logement à une densité moyenne de 71,5 par mile carré (27,6 / km2). La composition raciale de la ville était de 97,45% de Blancs, 0,69% d'Amérindiens, 0,23% d'Asie et 1,62% d'au moins deux races. 2,31% de la population étaient hispaniques ou latino-américains de n'importe quelle race.